# Syrphophagus rotundatus
Syrphophagus rotundatus är en stekelart som först beskrevs av Kaul och Agarwal 1986.  Syrphophagus rotundatus ingår i släktet Syrphophagus och familjen sköldlussteklar. Inga underarter finns listade i Catalogue of Life.